# ViKi
ViKi는 동영상 콘텐츠에 다국어 자막 번역을 넣어 스트리밍으로 제공하는 싱가포르의 플랫폼이다. 기업은 싱가포르, 샌프란시스코, 도쿄도, 서울특별시에 사무실을 두고 있다. Viki라는 video와 wiki라는 단어를 합친 조어이며 컨텐츠 관리에 자원봉사자들을 사용하는 것을 의미한다. 기업은 2011년 1월에 Crunch상을 수상했다.

## 역사
라즈믹 호바히미안, 호창성, 문지원은 2007년에 Viki를 설립했다. 당시의 자금은 이토 조이가 이끄는 싱가포르의 벤처 펀드 Neoteny Labs와 링크드인의 공동 설립자 리드 호프만이 제공했다. 기업은 정부의 지원과 아시아 지역의 허브 기능을 얻기 위해서 2008년에 싱가포르로 이전했다. 2010년 12월, Viki는 소프트웨어의 β판 단계를 종료했으며 서비스를 일반적으로 공개했다. 2013년 9월, 기업은 라쿠텐에서 2억 달러로 수입됐다.

## 서비스
Viki는 Hulu가 미국 시장에서 진행되고 있는 것과 비슷한 방법으로 라이선스를 얻은 컨텐츠를 표시한다. 채널 하나에 컨텐츠가 있으면 자원봉사자들이 크리에이티브 커먼즈 라이선스 하에 자막을 부여하며, 개발된 번역 소프트웨어를 사용해서 160여개 언어 이상으로 번역된다. 또, Viki는 자막이 붙은 컨텐츠를 Hulu, 넷플릭스, 야후!에도 배포해서 수익을 얻고 있다. Viki에 대략 200개 언어의 자막 중에서 약 50개는 취약하거나, 멸종 위기에 있는 언어다.

## 타 기업과의 연계
2011년 9월, Viki는 Viki On-The-Go라는 새로운 아이폰 어플의 서비스를 시작했다. 또, 같은 해에 삼성과 공동으로 안드로이드 어플을 개발했다. 2011년 8월에는 1400만의 사용자가 있었으며 이 해의 10월에는 Greylock Partners, Andreessen Horowitz, BBC 월드와이드로부터 2000만 달러를 모았다.
2012년 5월, Viki는 워너 뮤직 그룹, 대만의 SEED Music Group, 한국의 카카오엔터테인먼트와 제휴했으며 사이트에 수천개의 뮤직 비디오가 제공된다고 발표했다. 같은 달에 BBC 월드와이드는 선전 등의 분야로 Viki와의 제휴를 확대한다고 발표했다.
2012년 7월, Viki는 중국의 소셜 네트워크 런런왕과 비배타적인 계약을 맺으며 Viki가 VikiZone으로 불리는 소셜 네트워크에 영상 사이트를 제공하게 됐다. 이는 Viki가 가지는 컨텐츠의 그저 일부이며 무료로 제공됐다.
Viki는 BBC 월드와이드 외에 훌루, 넷플릭스, 야후!, MSN, NBC, A&E, 홍콩의 TVB, 한국의 SBS, 일본의 후지 TV, 러시아의 Amedia 등과 컨텐츠 공급 계약을 맺고 있다.